# Coelenterazina
La coelenterazina es una luciferina, una molécula que emite luz tras reaccionar con el oxígeno, que se encuentra en muchos organismos acuáticos de ocho filos. Es el sustrato de muchas luciferasas, como la luciferasa de Renilla reniformis (Rluc), la luciferasa de Gaussia (Gluc) y las fotoproteínas, como la aequorina y la obelina. Todas estas proteínas catalizan la oxidación de esta sustancia, una reacción catalogada como EC 1.13.12.5. 

## Historia
La coelenterazina fue aislada y caracterizada simultáneamente por dos grupos que estudiaban el comportamiento de los organismos marinos luminiscentes: Renilla Reniformis y el cnidario Aequorea Victoria, respectivamente. Ambos grupos descubrieron de forma independiente que el mismo compuesto se utilizaba en ambos sistemas luminiscentes. La molécula recibió el nombre del ahora obsoleto phylum coelenterata. Asimismo, los dos principales metabolitos -la coelenteramida y la coelenteramina- recibieron el nombre de sus respectivos grupos funcionales. Aunque la coelenterazina se descubrió por primera vez en Aequorea victoria, más tarde se demostró que no sintetizan coelenterazina, sino que la obtienen a través de su dieta, principalmente de crustáceos y copépodos.

## Presencia
La coelenterazina se encuentra ampliamente en los organismos marinos, entre ellos: 
- radiolarios
- ctenóforos
- cnidarios como Aequorea victoria, Obelia geniculata y Renilla reniformis
- calamar como Watasenia scintillans e Vampyroteuthis infernalis
- camarones como Systellaspis debilis y Oplophorus gracilirostris
- copépodos como Pleuromamma xiphias and Gaussia princeps
- quetognatos[6]
- peces incluyendo algunos Neoscopelidae y Myctophidae
- equinodermos tales como Amphiura filiformis

## Propiedades
La coelenterazina se puede obtener en forma de cristales de color amarillo-anaranjado. La molécula absorbe luz en el espectro ultravioleta y visible, con pico de absorción a 435 nm en metanol, dando una molécula de color amarillo. La molécula se oxida espontáneamente en condiciones aeróbicas o en algunos disolventes orgánicos tales como dimetilformamida, y se almacena preferentemente en metanol o en un gas inerte